# Rhaphuma patkaina
Rhaphuma patkaina är en skalbaggsart som beskrevs av Charles Joseph Gahan 1906. Rhaphuma patkaina ingår i släktet Rhaphuma och familjen långhorningar.
Artens utbredningsområde är Laos. Inga underarter finns listade i Catalogue of Life.